# Блажівський Євген Миколайович
Блажівський Євген Миколайович (нар. 7 січня 1954) — український правник, колишній Ректор Національної академії прокуратури України та Заступник Генерального прокурора України, Доктор юридичних наук, Заслужений юрист України.
Народився 7 січня 1954 року в селі Городище Самбірського району Львівської області.
Одружений, має доньок Оксану та Наталію.

## Біографія
У 1981 році закінчив Харківський юридичний інститут.
- 09.1969-03.1973 — студент медичного училища м. Борислава Львівської області;
- 03.1973-04.1973 — медбрат дільничної лікарні Дрогобицького району Львівської області;
- 11.1973-11.1975 — служба в Збройних Силах — курсант, радіотелеграфіст, санінструктор, старший сержант (Південна група військ);
- 12.1975-07.1976 — інженер по організації праці установи ВЛ 315/40 Львівського облвиконкому (місто Дрогобич);
- 08.1976-08.1977 — секретар комітету комсомолу профтехучилища № 7, місто Борислав;
- 09.1977-06.1981 — студент Харківського юридичного інституту;
- 07.1981-05.1983 — стажист, старший слідчий прокуратури міста Самбора Львівської області;
- 05.1983-07.1983 — помічник прокурора Стрийського району Львівської області;
- 07.1983-03.1985 — старший слідчий прокуратури міста Дрогобича Львівської області ;
- 03.1985-04.1992 — прокурор Дрогобицького району Львівської області;
- 04.1992-12.1994 — заступник прокурора Львівської області;
- 12.1994-09.1996 — прокурор міста Львова;
- 10.1996-04.2000 — прокурор Шевченківського району міста Львова;
- 04.2000-10.2000 — прокурор Личаківського району міста Львова;

- 10.2000-03.2001 — начальник відділу координації діяльності з державними органами по боротьбі з корупцією і організованою злочинністю Генеральної прокуратури України;
- 03.2001-07.2001 — начальник управління координації діяльності правоохоронних органів по боротьбі з корупцією і організованою злочинністю Генеральної прокуратури України;
- 07.2001-07.2003 — прокурор Чернігівської області;
- 07.2003-06.2006 — прокурор Львівської області;
- 06.2006-01.2008 — заступник Генерального прокурора України — прокурор міста Києва;
- 01.2008-03.2010 — прокурор міста Києва;
- 03.2010-08.2012 — заступник Генерального прокурора України;
- 08.2012-07.2014 — ректор Національної академії прокуратури України

## Родина
- Родина Блажівських має одну із найбільших династій у судовій та правоохоронній системі: шестеро родичів у судах, Генпрокуратурі, адвокатурі та інші, зокрема «ІСД» Тарути[2].
- Дружина, Блажівська Любов Іванівна, раніше була заступником директора з розвитку у ЗАТ «Львівський м'ясокомбінат». Вона зареєструвалася в Києві одразу після переїзду чоловіка до ГПУ. А невдовзі на Любов Іванівну записали велетенський маєток розміром з торговельний центр. За реєстром, загальна площа — 1260,9 кв. м. Зі слів Оксани Блажівської, будинок успадкований нею від її матері (бабусі кандидатки).[3]
- Старша донька — Оксана Блажівська, працювала у Вищій раді правосуддя, 2023 року відрахована зі штату.
- Молодша донька — Наталія Блажівська, працювала у Вищому адміністративному суді, перейшла в Касаційний адмінсуд у складі Верховного Суду.

## Ступені та звання
- Державний радник юстиції 1 класу (08.2011);
- Державний радник юстиції 2 класу (08.2006);
- Державний радник юстиції 3 класу (09.2001);
- Доктор юридичних наук;
- Заслужений юрист України (11.2002);

## Нагороди
- Орден «За заслуги» ІІІ ступеня (10.2008);
- Почесна грамота Кабінету Міністрів України;
- Почесна грамота Верховної Ради України;
- Нагрудний знак «Почесний працівник прокуратури України»;
- Нагрудний знак «Подяка за довголітню бездоганну службу в органах прокуратури»;
- Нагрудний знак «Подяка за сумлінну службу в органах прокуратури» І ступеня;
- Орден великомученика Георгія Побідоносця